# Jerzy Janczak
Jerzy Janczak (ur. ok. 1939, zm. 8 maja 2016) – polski działacz państwowy, samorządowiec, wicewojewoda łódzki.

## Życiorys
Ukończył studia na Uniwersytecie Łódzkim. Był pracownikiem administracji państwowej, piastował między innymi funkcję przewodniczącego Wojewódzkiej Komisji Planowania. W 1990 został powołany na wicewojewodę łódzkiego. Został pochowany na cmentarzu Doły w Łodzi.